# Келугерень (Муреш)
Келугерень, Келугерені (рум. Călugăreni) — село у повіті Муреш в Румунії. Входить до складу комуни Ереміту.
Село розташоване на відстані 261 км на північ від Бухареста, 26 км на схід від Тиргу-Муреша, 98 км на схід від Клуж-Напоки, 122 км на північний захід від Брашова.

## Населення
За даними перепису населення 2002 року у селі проживали 612 осіб.
Національний склад населення села:
| Національність | Кількість осіб | Відсоток |
| -------------- | -------------- | -------- |
| угорці         | 504            | 82,4%    |
| румуни         | 107            | 17,5%    |

Рідною мовою назвали:
| Мова      | Кількість осіб | Відсоток |
| --------- | -------------- | -------- |
| угорська  | 490            | 80,1%    |
| румунська | 107            | 17,5%    |
| циганська | 12             | 2,0%     |